# 池田政周
池田 政周（いけだ まさちか）は、江戸時代前期の大名。播磨国山崎藩の第2代藩主。官位は従五位下・豊前守。諱は政元ともいう。恒元系池田家2代。

## 略歴
初代藩主・池田恒元の長男として誕生した。幼名は鍋之助。
寛文11年（1671年）、父の死去により跡を継ぐが、延宝5年（1677年）正月8日に早世した。嗣子がなく、跡を池田綱政（従兄にあたる）の六男・恒行が継いだ。法号は智光院殿義峯崇俊大居士。墓所は岡山県備前市吉永町の和意谷池田家墓所。

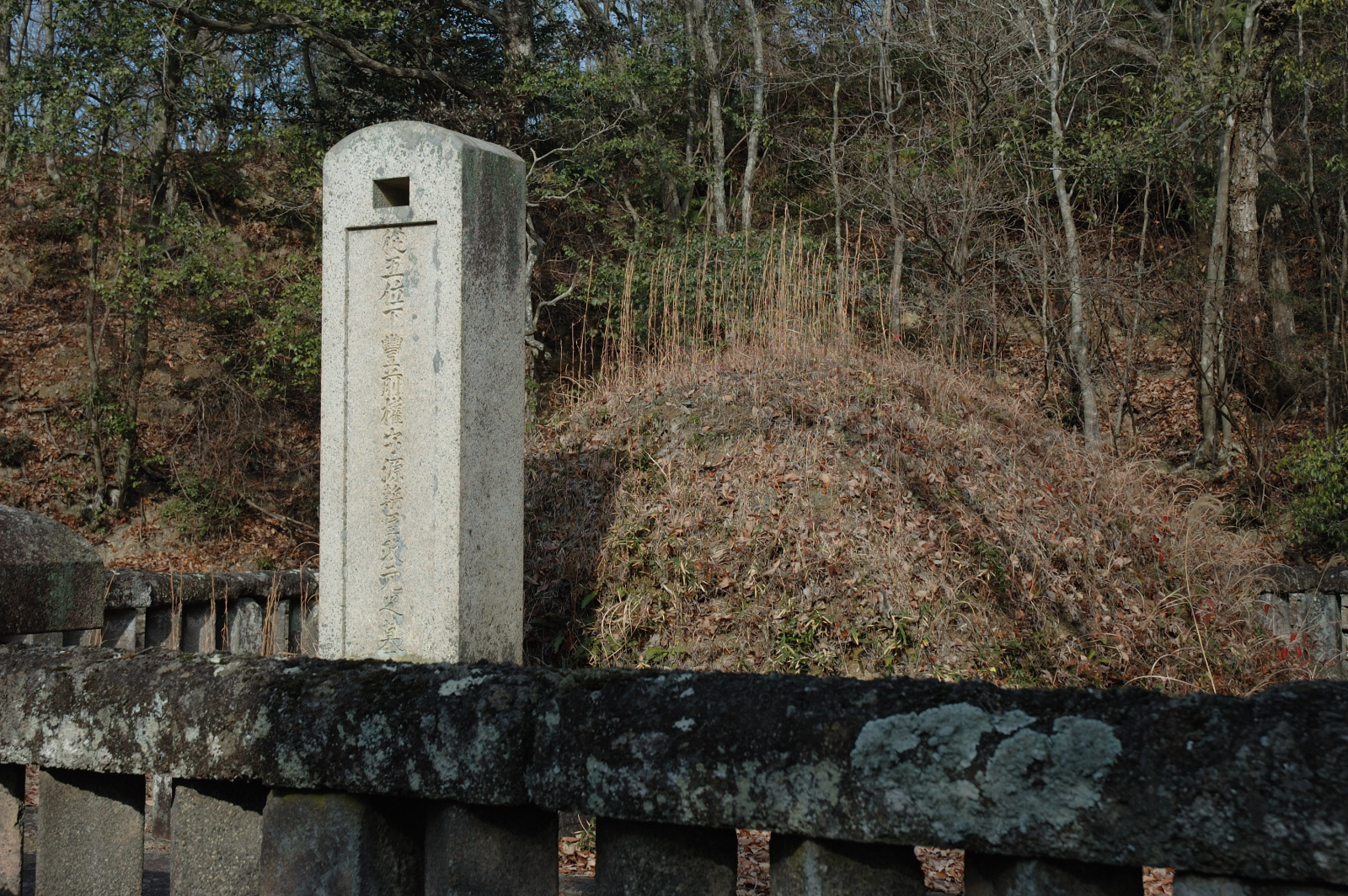
和意谷池田家墓所六のお山の政元（政周）の墓

## 系譜
- 父：池田恒元（1611年 - 1671年）
- 母：上田氏
- 養母：玉子 - 松平定勝の娘
- 正室：遊子 - 板倉重大の娘
- 養子
  - 男子：池田恒行（1672年 - 1679年） - 池田綱政の六男